# Priozersk
Priozersk (en ruso: Приозе́рск, finés: Käkisalmi, sueco: Kexholm) es una localidad en el istmo de Carelia, óblast de Leningrado, Rusia. Ubicada en una isla en la orilla suroeste del lago Ládoga, en una de las desembocaduras del río Vuoksi. Cuenta con una plataforma para pasajeros de la línea férrea San Petersburgo-Kuznéchnoye. Población: 17 154 habitantes (2010).

## Historia

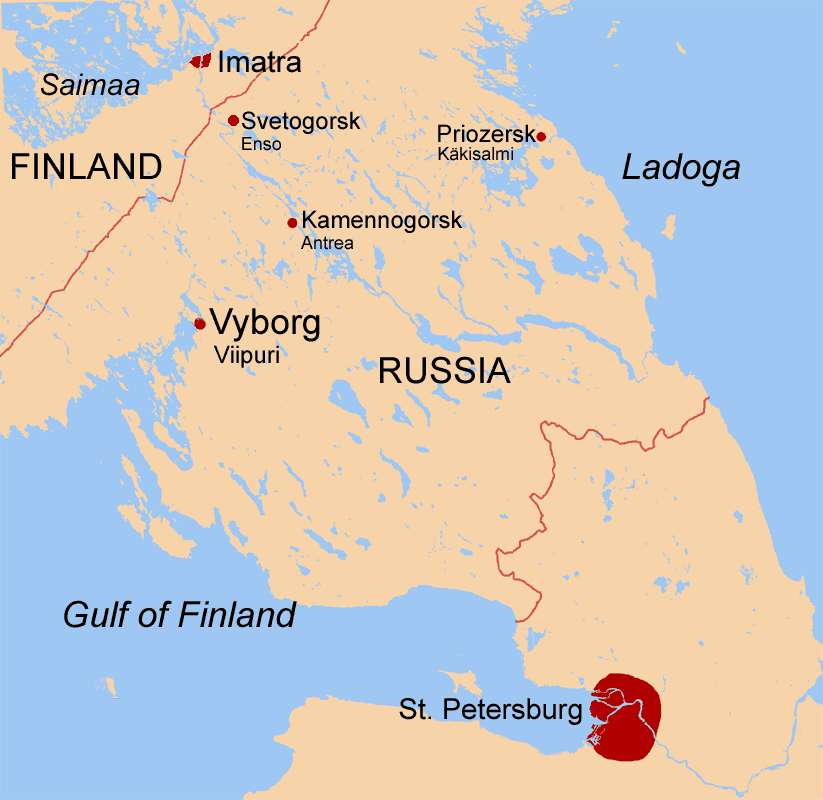
Mapa del istmo de Carelia en el que aparece Priozersk

El principal emblema de Priozersk, la Fortaleza Korela, ha sido históricamente el centro para los carelios del Istmo, y temporalmente, el punto de avance hacia el oeste de los rusos o el punto de avance hacia el este de los suecos.

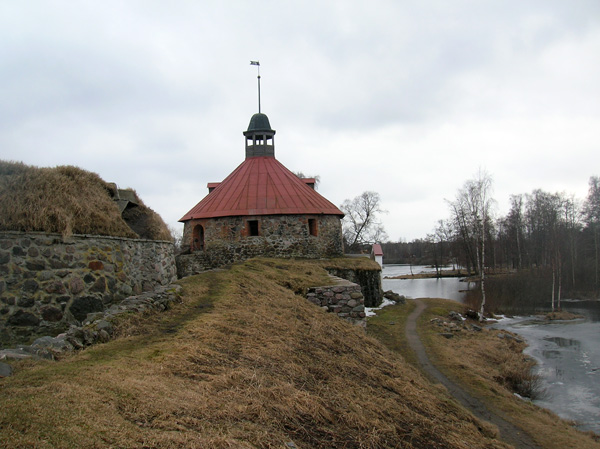
Fortaleza de Korela

Desde la Edad Media, Priozersk fue conocida como Korela para los rusos y Käkisalmi para los carelios y fineses. La localidad fue parte de la Vódskaya piatina (tierra de los Votios) de la República de Nóvgorod. En 1500, el libro estadístico de Nóvgorod enlistó 183 casas en la localidad, lo que estima una población de entre 1500-2000 habitantes. Los suecos capturaron Korela en dos ocasiones: en 1578 por diecisiete años, y en 1611 por un siglo. Durante la administración del Imperio Sueco, la Fortaleza fue llamada Kexholm y el distrito entero pasó a llamarse Condado de Kexholm. El Imperio ruso recuperó el área durante la Gran Guerra del Norte, el nombre en sueco para la localidad se conservó, con un leve cambio en la grafía, como Keksgolm (Кексгольм). No obstante, las guerras y los incendios de 1300, 1580, 1634, 1679 redujeron ostensivamente el número de habitante. Cuando la localidad obtuvo el Palacio de Justicia, apenas contaba con 400 personas.
En 1812, con el Gran Ducado de Finlandia en manos del Imperio ruso, Alejandro I incorporó Keksgolm al resto del territorio histórico de la región. Käkisalmi fue la localidad más pequeña de la provincia de Viipuri. El crecimiento de la ciudad fue impulsado por la construcción del ferrocarril San Petersburgo-Hiitola en 1917 y la creación de dos aserraderos y un gran molino de pulpa de madera en 1929.
En la Guerra de Invierno, mediante el Tratado de paz de Moscú, Finlandia fue forzada a ceder Käkisalmi así como toda la Carelia finlandesa a la Unión Soviética. Durante la Guerra de Continuación (1941 – 1944), Finlandia recuperó Käkisalmi y algunos de los territorios cedidos en 1940. Con esto, la población finlandesa y carelia retornó para reconstruir el lugar, pero fue nuevamente evacuada al final de la Segunda Guerra Mundial. En 1939, Käkisalmi contaba con una población de 5083 habitantes. Las zonas rurales aledañas sumaban otros 5100. El territorio contaba con minoría sueca, rusa y alemana.

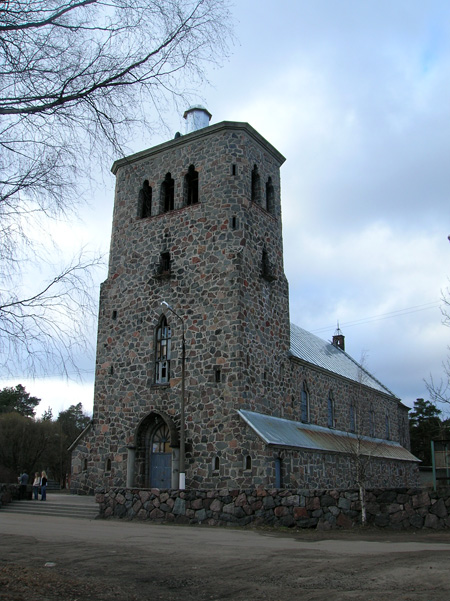
Iglesia Luterana, símbolo del paso de fineses, alemanes y suecos por esta región

En 1948, Käkisalmi fue renombrada como Priozersk. El lugar fue colonizado con población rusa, bielorrusa y ucraniana de la Unión Soviética, que pasó a convertirse en la mayoría local. Las murallas y torres de la Fortaleza Korela  (que ahora cuenta con un pequeño museo) están situadas en el banco izquierdo del Vuoksi, aún visibles cuando se viaja de a San Petersburgo. Priozersk se ha convertido en un complejo de excursión para los petersburgueses, muchos de los cuales poseen dachas en las inmediaciones.